# Karula, Valgamaa
Karula är en ort i Estland. Den ligger i kommunen Karula vald och landskapet Valgamaa, i den södra delen av landet, 210 km söder om huvudstaden Tallinn. Karula ligger 68 meter över havet och antalet invånare är 102.
Terrängen runt Karula är platt. Runt Karula är det mycket glesbefolkat, med 4 invånare per kvadratkilometer. Närmaste större samhälle är Valka, 15,2 km väster om Karula. I omgivningarna runt Karula växer i huvudsak blandskog.